# Mimoides lysithous
Espèce
Mimoides lysithous est une espèce d'insectes lépidoptères (papillons) qui appartient à la famille des Papilionidae, à la sous-famille des Papilioninae et au genre Mimoides.

## Dénomination
Mimoides lysithous a été décrit par Jakob Hübner en 1821 sous le nom d'Hectorides lysithous.
Synonyme : Eurytides lysithous ; Papilio lysithous  Rothschild & Jordan, 1906 ; Graphium lysithous ; Brown & Mielke, 1967.

### Sous-espèces
- Mimoides lysithous lysithous ;
- Mimoides lysithous eupatorion (Lucas, [1859]) ;
- Mimoides lysithous harrisianus (Swainson, 1822) ;
- Mimoides lysithous rurik (Eschscholtz, 1821) ;
- Mimoides lysithous sebastianus (Oberthür, 1879)[1].

### Nom vernaculaire
Mimoides lysithous rurik se nomme Rurik.

## Description
Mimoides lysithous est un papillon noir aux ailes antérieures à apex arrondi et bord externe concave et aux ailes postérieures à bord externe festonné et longue queue en massue. Le dessus est orné aux ailes antérieures d'une large bande marginale blanche, d'une petite tache rouge dans l'aire basale et aux ailes postérieures d'une ligne submarginale de chevrons rouge surmontés de chevrons blancs.

## Écologie et distribution
Mimoides lysithous présent au Brésil, dans l'est du Paraguay et dans le nord-est de l'Argentine,.

### Protection
Pas de statut de protection particulier.